# Cyathelia axillaris
Espèce
Statut CITES
Cyathelia axillaris est une espèce de coraux appartenant à la famille des Oculinidae.